# آنگلین
آنگلین (به فرانسوی: Anglin) یک رود در فرانسه است که در وین (فرانسه) واقع شده‌است.